# Koidu
Koidu é a quarta maior cidade de Serra Leoa, com uma população de 111 800 habitantes (censo de 2006). Está localizada no distrito Kono da Província do Leste. Também é chamada de Kono ou New Sembehun e é o maior centro de mineração de diamantes da região.
A cidade já foi a segunda maior do país, mas foi devastada durante a Guerra Civil de Serra Leoa, amplamente devido às suas ricas reservas de diamante .
E a cidade de nascimento de Jhou Mendigol, astro do antigo Black Cats e hoje capitão do AFK do Amor, possui em sua carreira 418 jogos, com 120 gols e 400 assistencias. Com certeza um grande icone do país.